# حوزه انتخابیه قصرشیرین، سرپل ذهاب و گیلانغرب
حوزهٔ انتخاباتی قصرشیرین، سرپل ذهاب و گیلانغرب یکی از حوزه از حوزه‌های استان کرمانشاه برای انتخابات مجلس شورای اسلامی است. این حوزه به مرکزیت قصرشیرین، ۱ نماینده دارد.

## نمایندگانمجلس شورای اسلامی
این فهرست شامل نمایندگان حوزهٔ انتخابیهٔ قصرشیرین، سرپل ذهاب و گیلانغرب در مجلس شورای اسلامی است. این حوزهٔ انتخابیه تاکنون در هر دوره یک نماینده داشته‌است.
| دوره    | نام نماینده       | از سال | تا سال | رای    | درصد |
| ------- | ----------------- | ------ | ------ | ------ | ---- |
| اول     | مرتضی محمودی      | ۱۳۵۹   | ۱۳۶۳   | -      | -    |
| دوم     | مرتضی شیرزادی     | ۱۳۶۳   | ۱۳۶۷   | -      | -    |
| سوم     | محمدحسین جهانگیری | ۱۳۶۷   | ۱۳۷۱   | -      | -    |
| چهارم   | علی‌میر کرمی       | ۱۳۷۱   | ۱۳۷۵   | -      | -    |
| پنجم    | همت بیگمرادی      | ۱۳۷۵   | ۱۳۷۹   | -      | -    |
| ششم     | مرتضی شیرزادی     | ۱۳۷۹   | ۱۳۸۳   | -      | -    |
| هفتم    | سیدحشمت‌الله جاسمی | ۱۳۸۳   | ۱۳۸۷   | -      | -    |
| هشتم    | فرهاد تجری        | ۱۳۸۷   | ۱۳۹۱   | -      | -    |
| نهم     | فتح‌الله حسینی     | ۱۳۹۱   | ۱۳۹۴   | -      | -    |
| دهم     | فرهاد تجری        | ۱۳۹۵   | ۱۳۹۹   | -      | -    |
| یازدهم  | شهریار حیدری      | ۱۳۹۹   | ۱۴۰۳   | ۲۷٫۶۹۱ | -    |
| دوازدهم | فتح‌الله حسینی     | ۱۴۰۳   | ۱۴۰۷   | -      | -    |

## پی‌نوشت و منبع
- «جدول حوزه‌های انتخابیه در انتخابات دهمین دورهٔ مجلس شورای اسلامی» (PDF). مرکز پژوهش و سنجش افکار صدا و سیما. بایگانی‌شده از اصلی (PDF) در ۵ اكتبر ۲۰۱۸. دریافت‌شده در ۲۶ ژوئیه ۲۰۱۶. تاریخ وارد شده در |archive-date= را بررسی کنید (کمک)